# Lesotho Fatse La Bontata Rona
"Lesotho Fatse La Bontata Rona" (tiếng Việt: Lesotho, vùng đất của cha ông chúng tôi) là quốc ca của Lesotho. Lời bài hát được viết bởi hai nhà truyền giáo người Pháp và Thuỵ Sỹ tên François Coillard và Adolphe Mabille. Nhạc sỹ Thuỵ Sỹ Ferdinand Samuel Leur đã phổ nhạc cho bài hát năm 1921.
Bài hát được chọn làm quốc ca ngày 1/6/1967, một năm sau khi Lesotho giành độc lập từ Anh Quốc.
Phiên bản cũ của bài hát có năm lời. Ngày nay, chỉ lời I và lời V được dùng làm quốc ca.

## Lời hiện tại

### Lời (tiếng Sotho)[2][3]
I
Lesotho fatše la bo-ntat'a rona;
Har'a mafatše le letle ke lona;
Ke moo re hlahileng,
Ke moo re holileng,
Rea le rata.

II
Molimo ak'u boloke Lesotho,
U felise lintoa le matšoenyeho;
Oho fatše lena;
La bo-ntat'a rona;
Le be le khotso.

### Dịch sangtiếng Việt
I
Lesotho, vùng đất của cha ông chúng con;
Vùng đất tuyệt đẹp nhất trên thế gian này;
Nơi chúng con sinh ra,
Nơi chúng con lớn lên,
Chúng con yêu Người,

II
Xin Chúa hãy bảo vệ Lesotho;
Chấm dứt những xung đột và lo âu;
Ôi vùng đất này;
Vùng đất của cha ông;
Hãy sống trong sự yên bình.

## Lời cũ

### Lời (tiếng Sotho)[4]
I
Lesotho fatše la bo-ntat'a rona,
Har'a mafatše le letle ke lona;
Ke moo re hlahileng,
Ke moo re holileng,
Rea le rata,

II
Leha ba bang ba re le lenyenyane,
Ho rona le leholo, le lekane
Re na le masimo,
Re na le likhomo;
Ho re lekane.

III
'Me leha le hloka lintho tse ngata,
Le tse rorisoang ke tse ling lichaba,
Le na le lithaba,
Makhulo, liliba,
Lea rateha.

IV
Haholo lefatše lena la rōna,
Le se le na le taba tsa Morena;
Batho b'a rapela,
Le mekhoa e'a fela.

V
Mōlimō ak'u bōlōke Lesōthō;
U felise lintoa le matšoenyeho;
Oho béo e lena;
La bo-ntat'a rōna;
Le be le khotso.

### Dịch sangtiếng Việt
I
Lesotho, vùng đất của cha ông chúng con;
Vùng đất tuyệt đẹp nhất trên thế gian này;
Nơi chúng con sinh ra,
Nơi chúng con lớn lên,
Chúng con yêu Người,

II
Có những người nói rằng đất nước này nhỏ bé,
Nhưng đối với chúng ta, Người thật to lớn và đủ đầy
Chúng ta có đồng ruộng,
Chúng ta có gia súc;
Như vậy là đủ rồi.

III
Dù Người cần nhiều thứ,
Cần những lời ngợi ca từ các quốc gia khác,
Thì Người cũng đã có núi cao,
Đồng cỏ, giếng nước,
Chúng thật đáng yêu.

IV
Rất nhiều với thế giới của chúng ta,
Người đã có những tiếng nói của Thượng đế;
Mọi người đều đang cầu nguyện,
Và gặt hái thành quả.

V
Xin Chúa hãy bảo vệ Lesotho;
Chấm dứt những xung đột và lo âu;
Ôi vùng đất này;
Vùng đất của cha ông;
Hãy sống trong sự yên bình.